# 149865 Michelhernandez
149865 Michelhernandez este un asteroid din centura principală de asteroizi.

## Descriere
149865 Michelhernandez este un asteroid din centura principală de asteroizi. A fost descoperit pe 29 august 2005 la Saint-Véran de Observatorul din Saint-Véran. Asteroidul prezintă o orbită caracterizată de o semiaxă mare de 2,64 ua, o excentricitate de 0,19 și o înclinație de 3,4° în raport cu ecliptica.